# Graham Patrick Martin
Graham Patrick Martin (Thibodaux, 14 novembre 1991) è un attore statunitense, famoso per aver interpretato il ruolo di Rusty Beck nelle serie televisive The Closer e Major Crimes.

## Carriera
Graham Patrick Martin ha esordito come attore nel 2006 nell'episodio "Per amore" della serie televisiva Law & Order: Criminal Intent.
In seguito ha interpretato Trent Pearson, il figlio maggiore di Bill Engvall nella sitcom The Bill Engvall Show.
Sul grande schermo ha recitato nei film La ragazza della porta accanto (2007) e Rising Stars (2010).
È apparso nel finale della serie televisiva The Closer interpretando l'adolescente Rusty Beck, testimone di un omicidio. Martin ha continuato a interpretare Rusty Beck nella serie spin-off Major Crimes.

## Vita privata
Martin ha frequentato la Fiorello H. LaGuardia High School di New York City.  Quando gli fu chiesto, durante un'intervista per TNT Newsroom, di descriversi, egli rispose: "Sono un newyorkese di New Orleans che vive a Los Angeles."  
Quando gli è stato chiesto che cosa lo avesse spinto a fare l'attore, Martin ha detto che la prima della sua famiglia a interessarsi alla recitazione è stata sua sorella maggiore. Lei, i suoi due fratelli e lui hanno frequentato un campo estivo artistico chiamato French Woods: "Sono andato per gli sport acquatici e l'equitazione, ma mi sono ritrovato per caso a fare un provino per il mio primo ruolo. Avevo otto anni all'epoca e sono stato preso nel cast del musical Il re ed io. Ogni estate feci tre musical al French Woods, fino all'età di quindici anni. L'altra persona che mi ha spinto a recitare è stata l'attore Leonardo DiCaprio. Ho visto Titanic quando ero all'asilo e decisi di voler fare l'attore come lui." Martin è un fan dei New Orleans Saints, una squadra di football americano della NFL con sede a New Orleans.

## Filmografia

### Film
- La ragazza della porta accanto (The Girl Next Door) (2007)
- Rising Stars (Rising Stars) (2010)
- Monster of the House (2011)
- Somewhere Slow (2013)
- The Girlfriend Experience (2014) - cortometraggio
- Bukowski (TBA) - in post-produzione

### Televisione
- Law & Order: Criminal Intent - serie TV, episodio 5x20 (2006)
- The Bill Engvall Show (2007-2009)
- iCarly (iCarly) - serie TV, episodio 2x16 (2009)
- Jonas L.A. (Jonas) - serie TV, episodio 1x10 (2009)
- Due uomini e mezzo (Two and a Half Men) - serie TV (2010-2012)
- Buona fortuna Charlie (Good Luck Charlie) - serie TV, episodio 2x14 (2011)
- The Closer (The Closer) - serie TV, episodio 7x21 (2012)
- Major Crimes - serie TV (2012-2018)
- Anna Nicole (2013) - Film TV
- Impastor - serie TV, episodio 1x01 (2015)
- S.W.A.T. - serie TV, episodio 4x06 (2017)
- The Good Doctor - serie TV, episodio 1x18 (2018)
- Catch-22 – miniserie TV, 6 episodi (2019)
- The Rookie – serie TV, episodio 2x18 (2020)
- Law & Order - Unità vittime speciali (Law & Order: Special Victims Unit) - serie TV, episodi 26x06, 26x16 (2025)

## Riconoscimenti
| Premio             | Anno | Categoria                                                                 | Lavoro                                                       | Risultato       | Note  |
| ------------------ | ---- | ------------------------------------------------------------------------- | ------------------------------------------------------------ | --------------- | ----- |
| Young Artist Award | 2009 | Outstanding Young Performers in a TV Series                               | The Bill Engvall Show con Skyler Gisondo e Jennifer Lawrence | Vincitore/trice | [ 1 ] |
| Young Artist Award | 2009 | Miglior performance in una serie televisiva - Giovane attore protagonista | The Bill Engvall Show                                        | Vincitore/trice | [ 1 ] |

## Doppiatori italiani
Nelle versioni in italiano delle opere in cui ha recitato, Graham Patrick Martin è stato doppiato da:
- Flavio Aquilone in The Closer, Major Crimes
- Alessio Puccio in Catch-22, Law & Order - Unità vittime speciali
- Davide Garbolino in iCarly
- Simone Veltroni in Due uomini e mezzo
- Alessio Nissolino in All Rise
- Mirko Cannella in NCIS: Los Angeles